# Макаи, Жужа
Жужа Макаи (венг. Makai Zsuzsa, в Румынии была Сьюзан Макаи (рум. Suzana Makai); 3 сентября 1945, Орадя — 12 мая 1987, Будапешт) — румынская и венгерская шахматистка, международный мастер среди женщин (1970).

## Биография
Родилась в многодетной семье этнических венгров в Румынии. Её отец был врачом. В шахматы научилась играть лишь в возрасте двенадцати лет, однако быстро выдвинулась в число сильнейших шахматисток Румынии. В 1959 году выиграла молодежный чемпионат Румынии по шахматам среди девушек, а в 1960 году в возрасте пятнадцати лет дебютировала на чемпионате Румынии по шахматам среди женщин. В последующие годы на чемпионатах Румынии по шахматам среди женщин завоевала пять медалей: три серебряных (1966, 1974, 1976) и две бронзовые (1972, 1975). С 1972 по 1976 год пять раз побеждала на командных чемпионатах Румынии по шахматам в составе команды «Timisoara Medicine» (Тимишоара). 
В 1977 году переехала на постоянное жительство в Венгрию и в том же году завоевала бронзовую медаль на чемпионате Венгрии по шахматам среди женщин. В 1980 стала чемпионкой Венгрии по шахматам. 
Представляла сборные Венгрии и Румынии на шахматных олимпиадах, в которых участвовала два раза (1969, 1978). В составе сборной Румынии завоевала индивидуальную серебряную медаль в 1969 году. В составе сборной Венгрии завоевала серебряную медаль в командном зачете в 1978 году.